# Joaquín Valdéz
Joaquín Valdéz (San Salvador, El Salvador 22 de noviembre de 1906 - San Salvador, El Salvador 30 de agosto de 1957) fue un militar salvadoreño que se desempeñó como copresidente del Directorio cívico (que gobernó la república de El Salvador del 2 al 4 de diciembre de 1931); y que más adelante fue ministro de la Defensa Nacional de 1931 a 1935, durante la administración presidencial de Maximiliano Hernández Martínez.

## Biografía
Joaquín Valdéz nació en la ciudad de San Salvador, El Salvador el 22 de septiembre de 1906. Se dedicaría a la carrera de las armas, y alcanzaría el rango de coronel. Para 1931 se encontraba fungiendo en la Guardia Nacional (uno de los 3 cuerpos de seguridad).
El 2 de diciembre de 1931, un gran número de oficiales jóvenes daría un golpe de Estado al presidente Arturo Araujo, debido principalmente al descontento de los militares por el atraso de su sueldo. Araujo renunciaría al cargo y partiría al éxilio, mientras que su vicepresidente (el general Maximiliano Hernández Martínez) sería encarcelado; acto seguido, en el cuartel del primer regimiento de infantería, 12 militares (entre ellos Váldez, como delegado de la Guardia Nacional) conformarían el Directorio cívico.
Valdéz y el entonces ministro de defensa coronel Osmín Aguirre y Salinas fungieron como copresidentes del Directorio cívico, que ejercería el gobierno de El Salvador hasta el 4 de diciembre de 1931 cuando se decidió entregarle la presidencia al vicepresidente general Maximiliano Hernández Martínez. Asimismo, Martínez nombraría a Valdéz como ministro de la defensa nacional.
Durante su administración como ministro de defensa sucedería el levantamiento campesino de 1932; sin embargo, el presidente Martínez le encargaría la sofocación de dicho levantamiento al ministro del interior el general Tomás Calderón, lo que terminaría en un etnocidio hacia los indígenas. En cambio, Valdez se encargaría de representar al presidente en un intento de negociación de parte de los líderes del Partido Comunista Salvadoreño (reunión que se llevó a cabo el 8 de enero de ese año), que al final sería infructuosa.
Fungiría como ministro defensa hasta el 1 de marzo de 1935, cuando sería sustituido por el general de brigada Andrés Ignacio Menéndez (que también era vicepresidente).. Más adelante, en 1948, sería nombrado embajador en Panamá, y después lo sería en Ecuador y luego en Venezuela. En 1952 sería nombrado embajador en Colombia.
Retornaría a El Salvador, donde viviría sus últimos años, falleciendo en la ciudad de San Salvador el 30 de agosto de 1957.